# Октябрь (Баймакский район)
Октябрь (баш. Октябрь) — деревня в Зилаирском сельсовете Баймакского района Республики Башкортостан России.
С 2005 года имеет современный статус, с 2008 года носит современное название.

## Географическое положение
Расстояние до:
- районного центра (Баймак): 63 км,
- центра сельсовета (Ургаза): 18 км,
- ближайшей железнодорожной станции (Сибай): 46 км.

## История
Статус деревни, сельского населённого пункта, посёлок получил согласно Закону Республики Башкортостан от 20 июля 2005 года № 211-з «О внесении изменений в административно-территориальное устройство Республики Башкортостан в связи с образованием, объединением, упразднением и изменением статуса населенных пунктов, переносом административных центров», ст.1:

6. Изменить статус следующих населенных пунктов, установив тип поселения - деревня:
 
5)  в Баймакском районе:…

м) поселка Октябрьского отделения Зилаирского сельсовета

## Население
| 2002 | 2009 | 2010 |
| ---- | ---- | ---- |
| 235  | ↘225 | ↘201 |

Национальный состав
Согласно переписи 2002 года, в  посёлке Октябрьского Отделения преобладающая национальность — башкиры (82 %)